# Roscoe Robinson

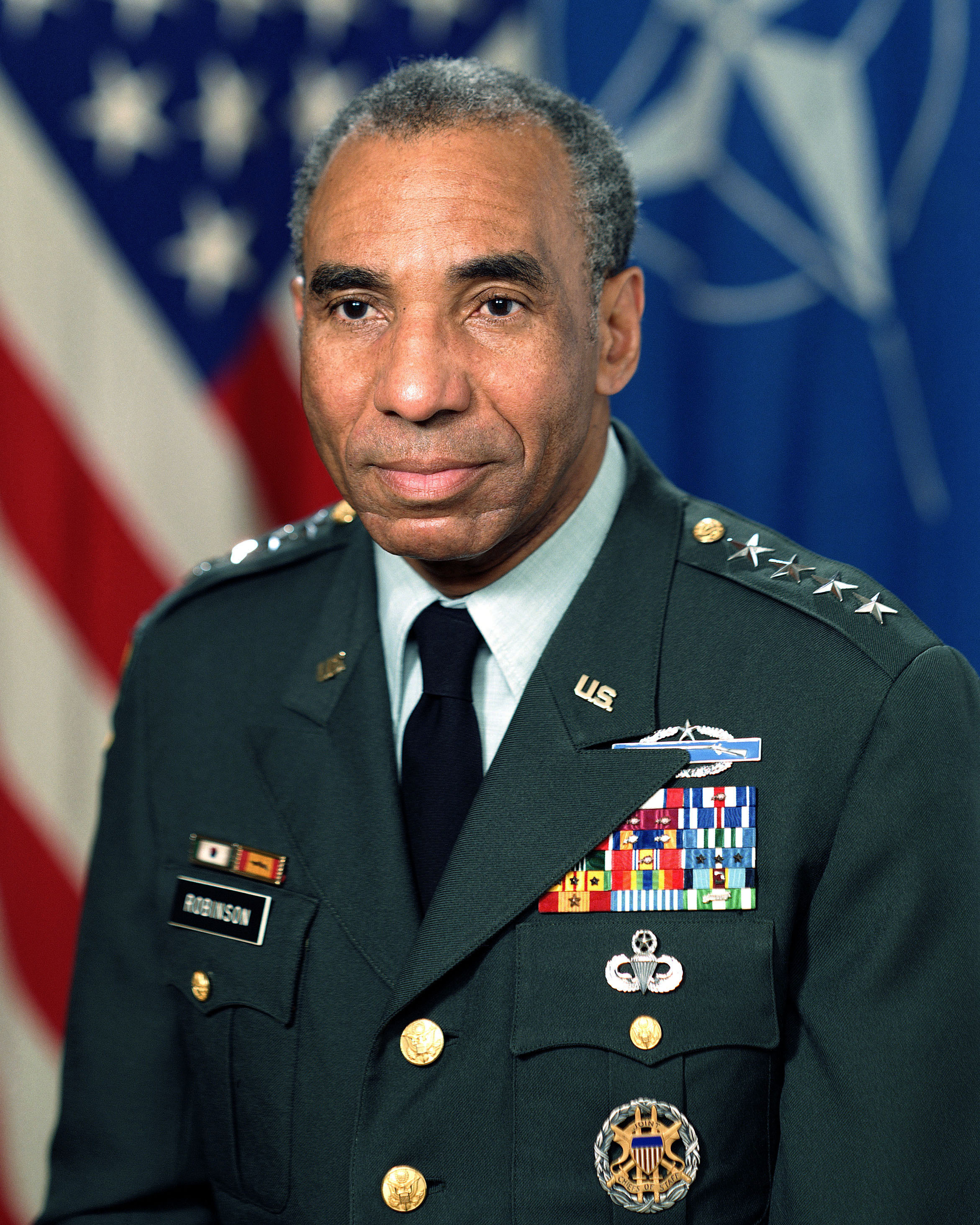
Roscoe Robinson (1984)

Roscoe Robinson junior (* 11. Oktober 1928 in St. Louis, Missouri; † 22. Juli 1993 in Washington, D.C.) war ein General der United States Army (USA) und zwischen 1982 und 1985 Vertreter der Vereinigten Staaten im NATO-Militärausschuss.
Robinson war der erste Afroamerikaner, der in den US-Streitkräften den Rang eines Generals bekleidete.

## Ausbildung und Karriere
Robinson wurde in St. Louis, Missouri, geboren; von 1946 an besuchte er ein Jahr lang die dortige Universität, bevor er an die United States Military Academy nach West Point wechselte, die er 1951 mit einem Diplom in Ingenieurswesen abschloss.
1952 diente Robinson kurze Zeit als Zug- und Kompanieführer im Koreakrieg, wurde aber schon im darauffolgenden Jahr als Ausbilder an der United States Army Infantry School in Fort Benning, Georgia, eingesetzt. 1963 besuchte er das Command and General Staff College in Fort Leavenworth, Kansas, und erlangte ein Jahr später einen Masterabschluss in Internationale Beziehungen an der University of Pittsburgh. 1967 diente er als Bataillonskommandeur im Vietnamkrieg, anschließend drei Jahre als Executive Officer des Stabschefs am National War College, Fort Lesley J. McNair, Washington, D. C.

### Dienst im Generalsrang
Zum Brigadegeneral befördert diente Robinson von 1975 an als Kommandierender General der United States Army Garrison in Okinawa, Japan, ab dem darauffolgenden Jahr im Range eines Generalmajors in selber Verwendung bei der 82nd Airborne Division in Fort Bragg, North Carolina; Robinson war der erste Afroamerikaner, der die 82nd Airborne Division befehligte.
In seiner letzten Verwendung vertrat Robinson von 1982 bis 1985 die Vereinigten Staaten im NATO-Militärausschuss und wurde in dieser Dienststellung zum General befördert; er war der erste Afroamerikaner, der in den US-Streitkräften diesen Rang innehatte. 1985 trat Robinson nach 34-jähriger Dienstzeit in den Ruhestand.
Nach seiner Pensionierung saß Robinson im Aufsichtsrat der Northwest Airlines.
Roscoe Robinson starb am 22. Juli 1993 im Alter von 64 Jahren im Walter-Reed-Militärkrankenhaus in Washington, D. C., an den Folgen einer Leukämieerkrankung; er liegt auf dem Nationalfriedhof Arlington begraben. Robinson war verheiratet mit Mildred E. Robinson, geborene Sims, gemeinsam haben sie einen Sohn und eine Tochter.

### Auszeichnungen
Auswahl der Dekorationen, sortiert in Anlehnung an die Order of Precedence of Military Awards:
- Army Distinguished Service Medal
- Silver Star (2×)
- Legion of Merit (3×)
- Bronze Star
- Distinguished Flying Cross
- Air Medal (11×)